# Sournia
Sournia en francés y oficialmente, Sornhan en occitano, es una pequeña localidad y comuna francesa, situada en el departamento de Pirineos Orientales en la región de Languedoc-Rosellón y comarca histórica de Fenolleda. Se encuentra atravesada por el río Désix.
A sus habitantes se les conoce por el gentilicio de sourniannais en francés.

## Demografía
| 761 | 814 | 812 | 882 | 933 | 957 | 945 | 1 073 | 1 006 | 950 | 921 | 885 | 850 | 765 | 725 | 686 | 634 | 604 | 604 | 583 | 463 | 410 | 424 | 389 | 382 | 347 | 351 | 339 | 296 | 339 | 376 | 367 | 414 |
| Para los censos de 1962 a 1999 la población legal corresponde a la población sin duplicidades (Fuente: INSEE [Consultar]) |     |     |     |     |     |     |       |       |     |     |     |     |     |     |     |     |     |     |     |     |     |     |     |     |     |     |     |     |     |     |     |     |

## Lugares de interés
- Ruinas de la Iglesia de Saint-Michel, del siglo X.
- Iglesia de Sainte-Félicité, del siglo X.
- Iglesia de Arsa, del siglo XII.